# داوید رانخل (بازیکن فوتبال، زاده ۱۹۷۹)
داوید رانخل (اسپانیایی: David Rangel‎؛ زادهٔ ۲۵ ژوئیهٔ ۱۹۷۹) بازیکن فوتبال اهل اسپانیا بود.
از باشگاه‌هایی که در آن بازی کرده‌است می‌توان به باشگاه فوتبال هرکولس، باشگاه فوتبال دپورتیوو آلاوس، و باشگاه فوتبال والنسیا اشاره کرد.